# En Skilsmisse (film)
En Skilsmisse er en dansk stumfilm fra 1915 instrueret af Lau Lauritzen Sr. efter eget manuskript.

## Handling
Denne artikel mangler et handlingsreferat. Hjælp os med at skrive det.

## Medvirkende
- Carl Alstrup, Billy
- Gyda Aller, Helene, Billys kone
- Christian Schrøder, Clark, sagfører
- Lauritz Olsen, Dick, Billys ven
- Nina Sommerfelt, Kitty, Dicks kone